# فوط ورق البردي الصحية
فوط ورق البردي الصحية هي فوط صحية مصنوع من ورق البردي - مادة طبيعية - يقال أنها أرخص بنسبة 75 بالمائة من الفوط الصحية التقليدية، وبالتالي فهي ميزة للفقراء، كما أنها شديدة الامتصاص.
طورها الدكتور موسي كيزا موسازي - قسم التكنولوجيا بجامعة ماكيري في أوغندا - واستهدف بشكل خاص الفتيات في المدارس الابتدائية الريفية اللواتي بدأن الحيض، فعادة ما تجد هؤلاء الفتيات صعوبة في الذهاب إلى المدرسة إذا لم يشتروا المناشف التقليدية، وغالباً ما لا يستطيعن شراءها. كما تعتبر هذه الفكرة فرصة عمل لنساء المجتمعات الريفية في أوغنداحيث أنها مصنوعة ومن مواد محلية.
كان هذا جزءًا من برنامج المفوضية السامية للأمم المتحدة لشؤون اللاجئين (UNHCR) لتوفير «مكاباد» محلية الصنع للنساء والفتيات في جميع أنحاء مخيمات اللاجئين في أوغندا.
وتُصنع من ورق البردي الجاف المخلوط مع النفايات الورقيه ثم يُخيط بقطعة قماش ماصة وغير منسوجة. وهي مصنوعة بالكامل تقريبًا من مواد طبيعية، مع نسبة قليلة من المواد غير المنسوجة وورق البولي إيثيلين. وما يُميزها أنها قابلة للتحلل بيئيا وصديقة للبيئة.